# Manabu Watanabe
Manabu Watanabe (渡部 学 Watanabe Manabu?), född 5 oktober 1986 i Osaka prefektur, är en japansk före detta fotbollsspelare.
Watanabe började sin karriär 2005 i Mito HollyHock. Efter Mito HollyHock spelade han för Fukushima United FC och YSCC Yokohama. Han avslutade karriären 2013.